# Lijst van natuurparken in Wallonië
Een parc naturel (letterlijk: natuurpark) is in Wallonië een gebied met een typisch landschappelijk karakter waarin gestreefd wordt naar natuurbescherming en plattelandsontwikkeling. Een Waals natuurpark is dus geen strikt natuurreservaat; het samenwerkingsverband zorgt voor bescherming van het natuur- en landschappelijk erfgoed en plattelandsontwikkeling. De Waalse parcs naturels werden opgericht naar het Franse model van de parcs naturels régionaux en zijn  dus te vergelijken met een Vlaams Landschapspark of een Nederlands Nationaal Landschap. 
Er zijn in Wallonië dertien parcs naturels.
| Pays des Collines (Parc naturel du Pays des Collines) Aat, Elzele, Vloesberg, Frasnes-lez-Anvaing, Mont-de-l'Enclus Oppervlakte: 233 km²                                                                              |
| Hoge Venen-Eifel (Parc naturel Hautes Fagnes-Eifel / Naturpark Hohes Venn-Eifel) Amel, Baelen, Büllingen, Bütgenbach, Burg-Reuland, Eupen, Jalhay, Malmedy, Raeren, Sankt-Vith, Stavelot, Waimes Oppervlakte: 720 km² |
| Scheldevlakten (Parc naturel des Plaines de l'Escaut) Rumes, Brunehaut, Antoing, Péruwelz, Beloeil, Bernissart Oppervlakte: 260 km²                                                                                   |
| Hauts-Pays (Parc naturel des Hauts-Pays) Colfontaine, Dour, Frameries, Honnelles, Quévy, Quiévrain Oppervlakte: 157 km²                                                                                               |
| Viroin-Hermeton (Parc naturel Viroin-Hermeton) Viroinval Oppervlakte: 120 km² |
| Burdinale-Mehaigne (Parc naturel Burdinale-Mehaigne) Braives, Burdinne, Héron, Wanze Oppervlakte: 110 km² |
| Twee Ourthes (Parc naturel des deux Ourthes) Bertogne, Gouvy, Houffalize, La Roche-en-Ardenne, Tenneville, Sainte-Ode Oppervlakte: 760 km²                                                                            |
| Boven-Sûre Woud van Anlier (Parc naturel Haute-Sûre Forêt d'Anlier) Bastogne, Vaux-sur-Sûre, Fauvillers, Habay, Martelange, Léglise, Neufchâteau Oppervlakte: 833 km²                                                 |
| Vallei van de Attert (Parc naturel de la Vallée de l'Attert) Attert Oppervlakte: 70 km² |
| Bronnen (Parc naturel des Sources) Spa, Stoumont Oppervlakte: 148 km² |
| Gaume (Parc naturel de Gaume) Virton, Meix-devant-Virton, Florenville, Rouvroy, Musson, Etalle, Tintigny, Aubange, Saint-Léger Oppervlakte: 581 km²                                                                   |
| Zuidelijke Ardennen (Parc naturel de l'Ardenne méridionale) Bertrix, Bièvre, Bouillon, Daverdisse, Gedinne, Herbeumont, Paliseul, Vresse-sur-Semois, Wellin Oppervlakte:                                              |
| Coeur de Condroz (Parc naturel Coeur de Condroz) Assesse, Ciney, Gesves, Hamois, Havelange, Ohey Oppervlakte: 530 km²                                                                                                 |

## Afbeeldingen

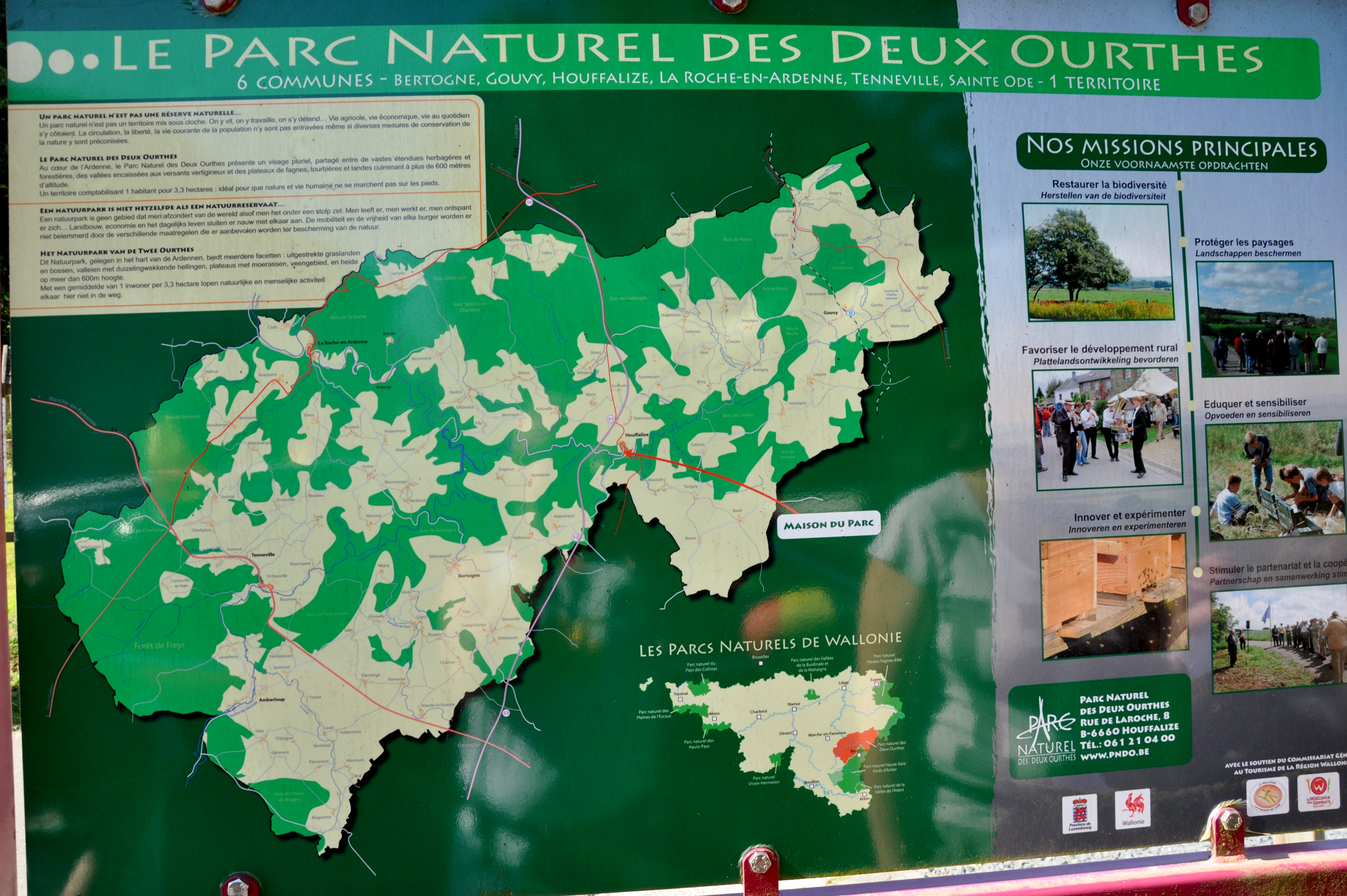
Kaart van het natuurpark van de twee Ourthes
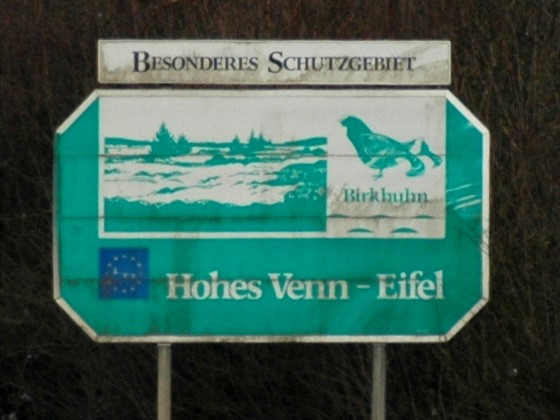
Bord natuurpark Hoge Venen-Eifel
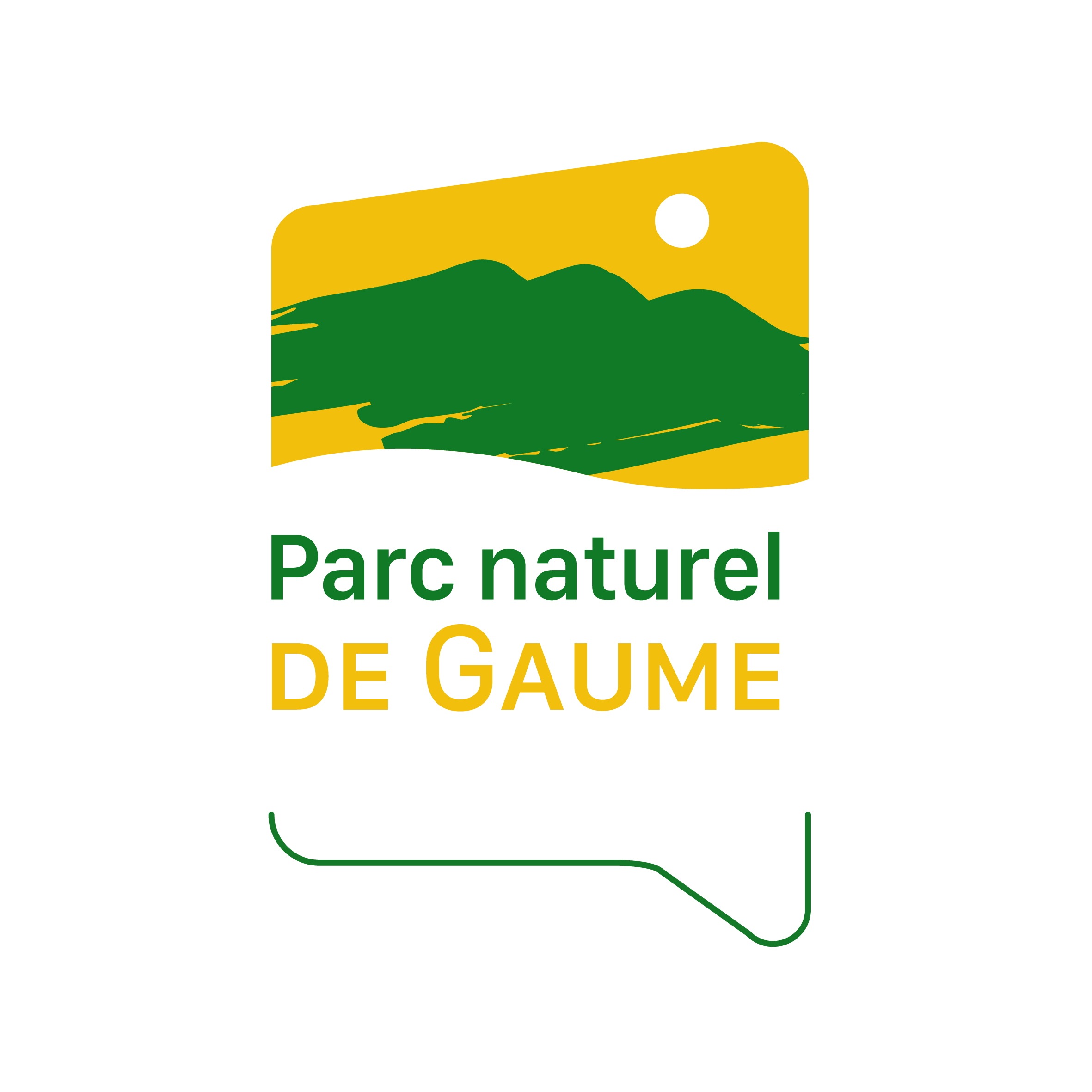
Logo van het natuurpark Gaume